# シーラ・シャヒン
シーラ・シャヒン（トルコ語: Sıla Şahin, 1985年12月3日 - ）は、ドイツのトルコ系女優。

## 来歴
西ドイツの孤島である西ベルリンで、トルコ系イスラム教徒の中でも比較的厳格な家庭にて生まれた。父親は俳優であった。
演劇学校で演技やバレエなどを学ぶ。
そのかたわらファッションモデルの仕事をこなす。　
2007年に第2ドイツテレビ (ZDF)のテレビドラマ・シリーズである『KDD - Kriminaldauerdienst』でElif Kilic役を演じ、
昼ドラである『Gute Zeiten, schlechte Zeiten』ではAyla Özgül役を演じた。
映画では『Verfolgt』に出演した。
動物愛護の団体である動物の倫理的扱いを求める人々の会 (PETA)の積極的な賛同者である。
2011年、プレイボーイ誌ドイツ版において、トルコ系ドイツ人のイスラム教徒としては、歴史上初めて表紙を飾った。
その是非をめぐってイスラム社会で批判が巻き起こった。

## 主な出演作品
| 公開年      | 邦題 原題                     | 役名       | 備考             |
| ----------- | ----------------------------- | ---------- | ---------------- |
| 2006        | Verfolgt                      |            |                  |
| 2007        | Janjan                        |            |                  |
| 2007 - 2008 | KDD - Kriminaldauerdienst     | Elif Kilic | テレビ・シリーズ |
| 2009        | The Basement                  |            |                  |
| 2009 - 現在 | Gute Zeiten, schlechte Zeiten | Ayla Özgül | テレビ・シリーズ |